# Liste der Biografien/Abt
Liste der Biografien |
Portal Biografien |
Personensuche
# |
A |
B |
C |
D |
E |
F |
G |
H |
I |
J |
K |
L |
M |
N |
O |
P |
Q |
R |
S |
T |
U |
V |
W |
X |
Y |
Z |
?
 
Aa |
Ab |
Ac |
Ad |
Ae |
Af |
Ag |
Ah |
Ai |
Aj |
Ak |
Al |
Am |
An |
Ao |
Ap |
Aq |
Ar |
As |
At |
Au |
Av |
Aw |
Ax |
Ay |
Az
 
Aba |
Abb |
Abc |
Abd |
Abe |
Abf |
Abg |
Abh |
Abi |
Abj |
Abk |
Abl |
Abm |
Abn |
Abo |
Abp |
Abr |
Abs |
Abt |
Abu |
Abw |
Aby |
Abz
Die Liste der Biografien führt alle Personen auf, die in der deutschsprachigen Wikipedia einen Artikel haben. Dieses ist eine Teilliste mit 62 Einträgen von Personen, deren Namen mit den Buchstaben „Abt“ beginnt.

## Abt
- Abt, Adam (1885–1918), deutscher Klassischer Philologe
- Abt, Albin (1619–1679), deutscher Papiermacher
- Abt, Alexander (1892–1970), deutscher Offizier, Generalmajor der Wehrmacht im Zweiten Weltkrieg
- Abt, Alexander Wiktorowitsch (* 1976), russischer Eiskunstläufer
- Abt, Alfred (1855–1880), deutscher Dirigent und Komponist
- Abt, Anton (1841–1895), deutscher katholischer Theologe
- Abt, Bonaventura, deutscher Maler
- Abt, Carl Roman (1850–1933), Schweizer Maschinenbauingenieur, Erfinder und freier Unternehmer
- Abt, Christian (* 1967), deutscher Automobilrennfahrer
- Abt, Daniel (* 1992), deutscher AutomobilrennfahrerDaniel Abt (* 1992)

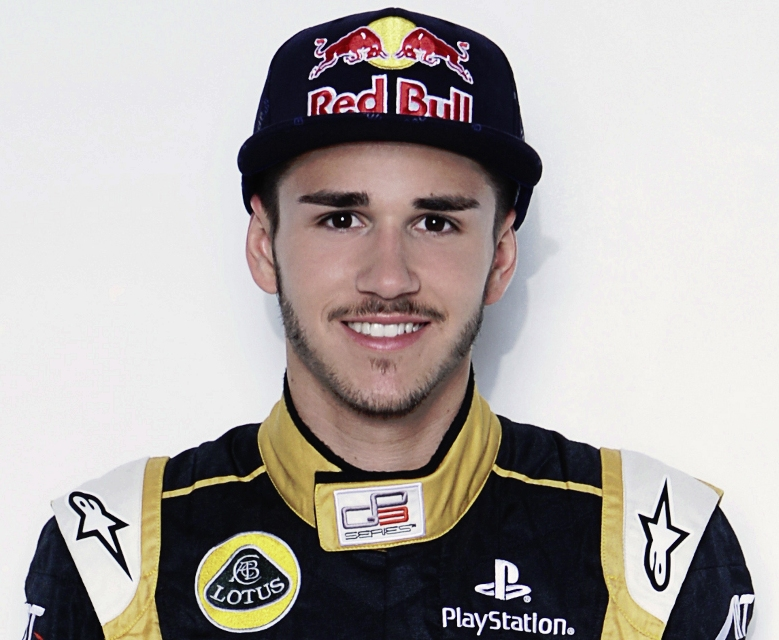
Daniel Abt (* 1992)

- Abt, Ephraim Ludwig Gottfried (1752–1819), preußischer Bergbaubeamter
- Abt, Felicitas (1741–1783), deutsche Schauspielerin
- Abt, Felix (* 1955), Schweizer Unternehmer
- Abt, Ferdinand (1849–1933), Abgeordneter des Provinziallandtages Hessen-Nassau
- Abt, Ferdinand (1877–1962), deutscher Bildhauer
- Abt, Frank (* 1976), deutscher Theaterregisseur
- Abt, Franz (1819–1885), deutscher Komponist und Kapellmeister
- Abt, Friedrich August (1811–1882), deutscher Jurist, MdR
- Abt, Fritz (* 1914), deutscher Funktionär der Hitler-Jugend
- Abt, Gottlieb Christian (1820–1877), deutscher Schriftleiter
- Abt, Gudrun (* 1962), deutsche Leichtathletin und Olympiateilnehmerin
- Abt, Hans (1869–1939), Schweizer Jurist, Politiker und Heimatforscher
- Abt, Hans-Jürgen (* 1962), deutscher Unternehmer, Teamchef und ehemaliger Automobilrennfahrer
- Abt, Heinrich (* 1909), deutscher Fußballspieler
- Abt, Heinrich Eugen (1854–1937), Schweizer Politiker
- Abt, Heinrich Friedrich († 1793), deutscher Mediziner
- Abt, Heinrich Roman (1883–1942), Schweizer Politiker (BGB)
- Abt, Horst (1927–2015), deutscher Unternehmer
- Abt, Jacob (1869–1941), deutscher Verleger und Abgeordneter des Provinziallandtages Hessen-Nassau
- Abt, Johann (1935–2003), deutscher Rennfahrer und FirmengründerJohann Abt (1935–2003)

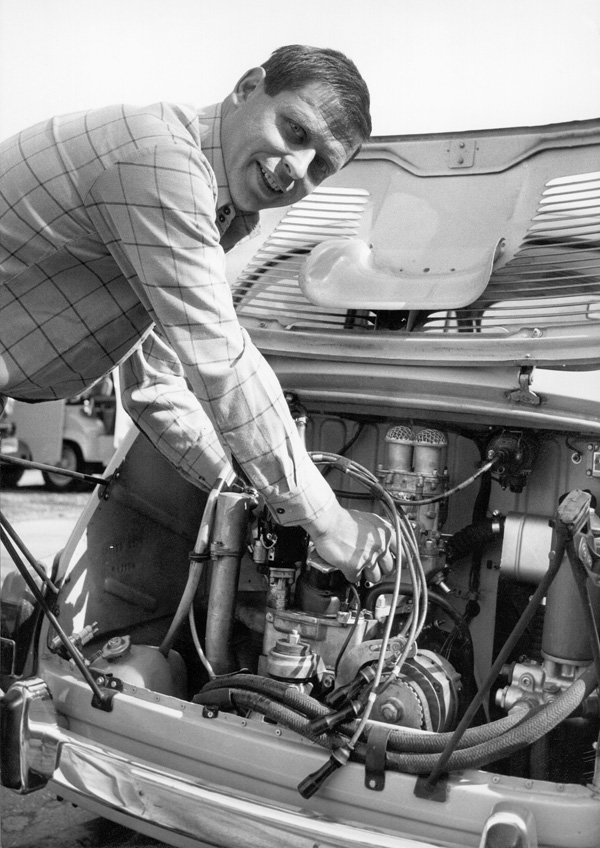
Johann Abt (1935–2003)

- Abt, Karl (1899–1985), deutscher Maler
- Abt, Karl Ferdinand (1903–1945), deutscher Politiker (NSDAP), Landtagsabgeordneter des Volksstaates Hessen
- Abt, Karl Friedrich (1743–1783), deutscher Theaterschauspieler und -leiter
- Abt, Katharina (* 1967), deutsche Schauspielerin
- Abt, Ludwig (1851–1921), deutscher römisch-katholischer Theologe
- Abt, Michel (* 1990), deutscher Handballspieler
- Abt, Otto (1874–1954), deutscher Beamter, Präsident der Deutschen Reichspostdirektion
- Abt, Ottó (1889–1946), ungarischer Generalleutnant
- Abt, Otto (1903–1982), Schweizer Maler
- Abt, Otto (1931–2019), deutscher Autor
- Abt, Peter (* 1944), Schweizer Radsportler
- Abt, Siegfried (1844–1884), Schweizer Jurist, Journalist und Diplomat
- Abt, Simon (* 1992), Schweizer Künstler
- Abt, Taneshia (* 1988), deutsche Schauspielerin
- Abt, Theodor (* 1947), Schweizer Agrarsoziologe und Tiefenpsychologe
- Abt, Valentin (* 2005), deutscher Handballspieler
- Abt, Valentine (1873–1942), US-amerikanischer Mandolinist, Komponist und Musikpädagoge
- Abt, Walter (* 1953), deutscher Gitarrist, Lautenist, Dirigent, Komponist und Musikherausgeber
- Abt, Werner (* 1943), Schweizer Radsportler
- Abt, Willi (1923–2013), deutscher Fußballspieler
- Abt, Wolfgang Erhardt († 1657), Coburger Bürgermeister und Chronist
- Abt, Wolfram (1969–2008), österreichischer Musiker

### Abta
- Abtahi, Mohammed Ali (* 1958), iranischer schiitischer Geistlicher, Vizepräsident des Iran (1997–2004)
- Abtahi, Omid (* 1979), iranisch-US-amerikanischer SchauspielerOmid Abtahi (* 1979)

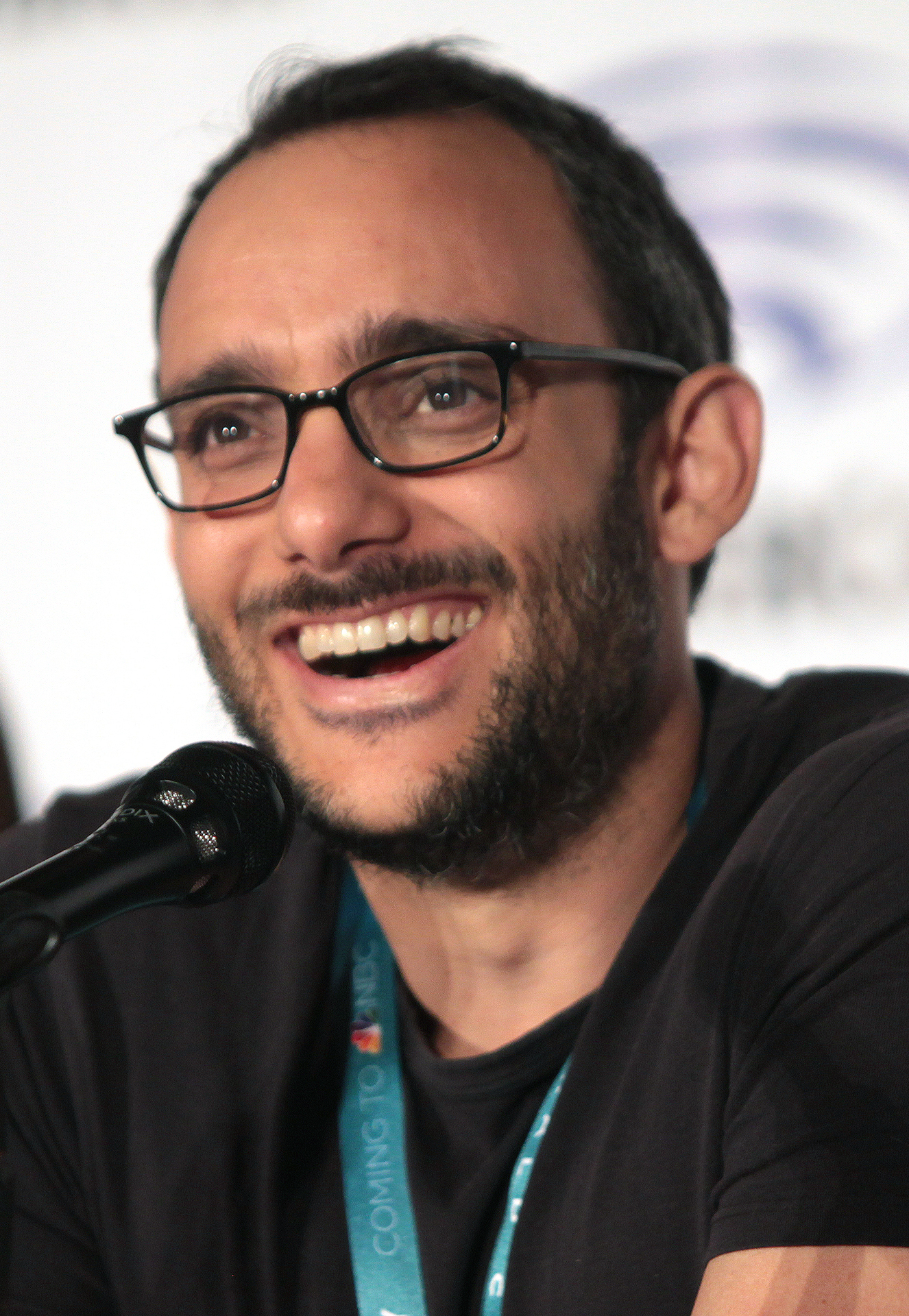
Omid Abtahi (* 1979)

### Abte
- Abter, Adolf (1887–1944), deutscher Filmregisseur, Drehbuchautor und Filmproduzent der Stummfilmzeit

### Abth
- Abthorpe, John (1933–2005), englischer Fußballspieler

### Abti
- Abtin, Najmeh (* 1982), iranische Bogenschützin
- Abtin, Ramin (* 1972), deutscher Kickboxer

### Abtm
- Abtmeyer, Hermann (1907–1970), deutscher Unternehmer

### Abto
- Abtolemus, Tannait
- Abtout, Tarik (* 1972), algerischer Skirennläufer

### Abts
- Abts, Tomma (* 1967), deutsche Malerin